# Staatsangehörigkeit der Vereinigten Arabischen Emirate

Reisepass der Vereinigten Arabischen Emirate

Die Staatsangehörigkeit der Vereinigten Arabischen Emirate bestimmt die Zugehörigkeit einer Person zu dieser Föderation sieben kleiner Staaten am persischen Golf.
Wie in der arabischen Welt allgemein folgt das emiratische Staatsbürgerschaftsrecht dem Abstammungsprinzip (ius  sanguinis) nur in männlicher Linie.

## Historisches
Die Randgebiete des persischen Golfes gerieten im 19. Jahrhundert unter die Oberhoheit des Osmanischen Reiches oder des britischen Weltreiches. Dieses verwaltete seine Protektorate dort bis 1935 als Teil Britisch-Indiens im Rahmen der Persian Gulf Residency. Formal blieben die damals wenigen Einwohner Untertanen der örtlichen Herrscher (Emire, Scheichs), im Ausland galten sie als “British protected persons.” Daran änderte auch die Staatsangehörigkeitsreform des British Nationality Act 1948 nichts. Das Gebiet der modernen VAE wurde kolonialrechtlich zuletzt, bis zur Unabhängigkeit, als Trucial States (dt.: Seeräuberküste) verwaltet. Arabische Zuwanderung war zu dieser Zeit nicht erwünscht.
Die konstituierenden Fürstentümer waren 1971 Abu Dhabi, Dubai, Schardscha, Adschman, Umm al-Qaiwain und Fudschaira. Ra’s al-Chaima trat 1972 bei. Bereits seit 1952 (und bis 2004) gaben die einzelnen Emirate jeweils Reisepässe aus, Nomaden erhielten keine.
Seit Mitte der 1960er Jahre gab es eine Kommission, die klären sollte, welche im Ausland lebenden Emiratis eventuell einen Anspruch auf Staatsangehörigkeit haben würden. Registrierungen waren bis 1980 möglich.
Öl entdeckte man 1958 in Abu Dhabi und 1966 in Dubai. Die Volkszählung 1968 ergab 179.055 Einwohner, davon 25.000 in Abu Dhabi-Stadt. Erst die Geldschwemme nach den Ölkrisen 1973 und 1980 machte ein vermehrtes Anwerben ausländischer Fachkräfte bezahlbar. Es entstand ein Wohlfahrtsstaat für eingeborenen Bewohner, die Zugewanderten wurden nur eingeschränkt zugelassen.

## Staatsbürgerschaftsgesetz 1972
Zum Stichtag 2. Dezember 1971 wurden alle Staatsangehörigen der einzelnen Emirate Staatsbürger der VAE.
Das englisch als Citizenship and Passport Law, Nr. 17 bekannte Gesetz verlieh zum 1. Januar 1972 die emiratische Staatsbürgerschaft an alle (Nachfahren) von seit 1925 in den Trucial States ansässigen Arabischstämmigen. Eine erste Änderung erfolgte durch Gesetz Nr. 10, 1975.
Durch Geburt, gleichwo auf der Welt, werden alle Kinder eines männlichen VAE-Bürgers Staatsangehörige. Uneheliche Kinder müssen vom Vater anerkannt werden. Über die unverheiratete Mutter erfolgt die Vererbung nur, wenn der Vater unbekannt ist.
Seit 2004, als der computerisierte Personalausweis, die  Emirates Identification Card, eingeführt wurde, ist nicht länger der Reisepass Nachweisinstrument der Staatsangehörigkeit, sondern das Familien-Stammbuch (khulasat al-qaid), in dem die Blutlinie über Generationen belegt ist. Es wird nur die Vererbung in männlicher Linie anerkannt. Nur wer ein Familien-Stammbuch hat, genießt im ganzen Land die vollen Privilegien, zu denen nicht nur Stellen im Staatsdienst, sondern auch gratis Strom, Wasser und Gesundheitsversorgung zählen. Unverheiratete Frauen erhalten erst ein eigenes Stammbuch, wenn sie mindestens 35 Jahre alt sind.

Es gibt auch Bürger der einzelnen Emirate ohne Stammbuch, die dann nur in ihrem Heimatemirat Privilegien genießen.
Kinder emiratischer Frauen mit einem ausländischen Partner, die vor 2011 geboren wurden, erwarben ab Geburt (in der VAE) die Staatsangehörigkeit nicht. Sie können unter bestimmten Bedingungen jedoch einen Reisepass erhalten, wenn sie im Lande dauerhaft wohnen und diesen mit 18 beantragen. Mangels Familienstammbuch haben sie nicht die vollen Bürgerrechte. Die Heirat einer Emiratierin mit einem Ausländer muss amtlich genehmigt werden.
Bei Findelkindern unbekannter Herkunft wird angenommen, sie seien ab Geburt Staatsangehörige.
Doppelstaatlichkeit ist nur zulässig, sofern entsprechende Abkommen auf Gegenseitigkeit geschlossen worden sind.
Automatische Verlustgründe sind die freiwillige Annahme einer fremden Staatsangehörigkeit oder der nicht von den VAE genehmigte Eintritt in eine fremde Armee.

Seit 2012 kommt auch der (strafweise) Entzug aus „Gründen der nationalen Sicherheit“ vor. Der Dienstweg geht über das Innenministerium und Beschluss des Ministerrats, der durch den Präsidenten bestätigt werden muss. Es folgt die Verkündung im Amtsblatt.
Adoption ist aus religiösen Gründen in den VAE verboten und strafbewehrt. Gleiches gilt für Leihmutterschaft, so dass in beiden Fällen keine staatsangehörigkeitsrechtlichen Probleme auftreten.

### Einbürgerung
Bis 2004 waren für Einbürgerungen die Behörden der einzelnen Emirate zuständig, dann wurde die zentrale Dienststelle geschaffen. Anträge bearbeitet das Innenministerium, die Verleihung genehmigt formal der Ministerrat.
Die Wohnsitzerfordernis vor Antragstellung ist 30 Jahre, davon mindestens 20 nach dem 1. Januar 1972. Für Personen arabischer Abstammung verkürzt sich dies, m. E., auf sieben. Die Bürger von Katar, Bahrain, Oman oder „Stammesangehörige der Nachbarstaaten“ können schon nach drei Jahren eingebürgert werden.

Unabhängig von vorstehenden auch Personen, die seit mindestens 1940 bis zum Inkrafttreten des Gesetzes unbescholten im Land gelebt hatten.
Allgemeine Voraussetzungen:
- Volljährig- und Geschäftsfähigkeit
- arabische Sprachkenntnisse
- ausreichendes Einkommen
- Schulbildung
- guter Leumund
- keine Verurteilung wegen Unmoral oder Vertrauensbruch
- andere Staatsangehörigkeiten sind aufzugeben

Minderjährige Kinder eines Eingebürgerten werden mit eingebürgert. Sie haben jedoch die Option, innerhalb eines Jahres nach Erreichen der Volljährigkeit (21) auf die VAE-Staatsangehörigkeit zu verzichten.
Auch einheiratende muslimische Frauen können unter erleichterten Bedingungen eingebürgert werden. Die Wartefrist war früher drei Jahre. Dies wurde verlängert auf zehn Jahre bestehende, kinderloser Ehe, oder sieben, wenn Kinder geboren wurden. Kinder aus früherer Ehe sind mit einbezogen, wenn die 7-Jahres-Frist erreicht ist. Die Erleichterungen gelten auch für Witwen oder weiterhin in den VAE lebende Geschiedene, wenn sie Kinder haben. Heiratet eine derart Eingebürgerte Frau in späterer Ehe einen Ausländer verliert sie die VAE-Staatsangehörigkeit wieder.
Töchter einer VAE-Bürgerin und einem ausländischen Vater, wenn sie mit einem Ausländer verheiratet sind unterliegen einer speziellen Verordnung.
Eingebürgerte haben kein Wahlrecht. Einbürgerungen können rückgängig gemacht werden, wenn sie durch Falschangaben oder Betrug erschlichen wurde, der Neubürger gegen die Interessen des Landes handelt oder mehrfach zu einer Haftstrafe verurteilt wurde oder länger als vier Jahre ohne guten Grund im Ausland lebt. Im letzteren Fall erstreckt sich der Verlust auch auf Frau und Kinder. Wiedereinbürgerungen sind nur für gebürtige, ehemalige VAE-Bürger möglich.
Verdiensteinbürgerungen können ohne Vorbedingungen erfolgen.

#### Ausländergesetzgebung
Siehe auch: Arbeitsimmigranten in den VAE.
Fast neunzig Prozent der Bewohner der VAE sind Ausländer. Sie verwaltet das General Directorate of Residency and Foreigners Affairs. Die Hälfte von diesen stammen von indischen Subkontinent, etwa ein Fünftel sind Araber. Die Ausländergesetzgebung ist so gestaltet, dass Nicht-Araber in den wenigsten Fällen die Wartefristen zur Einbürgerung erfüllen können. Aus politischen Gründen wurde die Zahl der aufenthaltsberechtigten Palästinenser aus dem Gaza-Streifen und von Jemeniten seit 2009 massiv verringert.
Zum einen sorgt das Kafala-System für eine der Leibeigenschaft ähnliche Bindung eines Werktätigen an einen bestimmten Arbeitgeber. Es wird vor allem für Hilfskräfte genutzt, die bevorzugt unter der muslimischen Bevölkerung Südasiens angeworben wird.
Für Flüchtlinge muss der UNHCR als Bürge (kafeel) fungieren. Die Genfer Flüchtlingskonvention haben arabische Staaten nicht gezeichnet.
Etwas weniger schlecht gestellt sind akademisch vorgebildete aus entwickelten Ländern. Jedoch bleiben viele Stellen, verstärkt seit dem Beginn der sogenannten „Emiratisation“ (Tawṭīn) den eigenen Staatsbürgern vorbehalten.
Die VAE wurden auch zu einem bevorzugten Aufenthaltsland mehr oder weniger dubioser Geschäftsleute (alias “Expats”) aus der ehemaligen Sowjetunion oder Großbritannien. Diesen, durch welche Mittel auch immer wohlhabend gewordenen Zuwanderer, gewährt man eine Gold Card genannte Aufenthaltserlaubnis, die wenig Einschränkungen bringt.

## Staatenlose
Die Bezeichnung „Biduns“ (wtl.: „ohne“) für Staatenlose ist auf der gesamten arabischen Halbinsel üblich. Diese sind nicht nur Nachfahren nomadisierender Beduinen-Stämme, sondern auch aus dem Irak oder Iran (hier vor allem Belutschistan) zugewandert, zu einer Zeit, als es wirkliche Landesgrenzen oder Verwaltung in der Region nicht gab. Kein arabisches Land ist dem Staatenlosen-Übereinkommen beigetreten.
Oft handelt es sich um Nachfahren von Zuwanderern, die es aus Unkenntnis unterließen sich in den Jahren nach dem Zweiten Weltkrieg, als eine Verwaltung entstand, amtlich zu registrieren. Bei der damals hohen Analphabetenquote – in Dubai eröffnete die erste moderne Schule 1936 – überrascht das nicht. Sie fielen dann beim Erlass des Passgesetzes 1972 durch das Netz. Als Staatenlose bzw. „illegale Zuwanderer“ waren sie vollkommen rechtlos, von Grundbesitz und Zugang zu staatlichen Leistungen sind sie ausgeschlossen. Das Recht auf einen Namen und eine Staatszugehörigkeit, das ihren Kindern gem. Art. 7 der von den VAE ratifizierten UN-Kinderrechtskonvention zusteht, wird ignoriert.
Bidun erhalten nur aus Gründen medizinischer Behandlung Reisepässe für einmalige Reisen ins Ausland. Auch werden ihnen sämtliche standesamtlichen Unterlagen verweigert, weshalb sie keine Krankenversorgung, kostenlose Schulbildung oder Führerscheine erhalten können.
Die Regierung der VAE kaufte 2008 für diese Gruppe en bloc die Staatsangehörigkeit der Komoren. Etwa 7.000 Familien mit über 10.000 Personen wurden diese im ersten Jahr unter der Auflage erteilt, dass die „wirtschaftlichen Neubürger“ nicht in ihr neues „Vaterland“ einreisen dürfen. Die bis dato rechtlosen Staatenlosen wurden so zu „Ausländern“, denen Aufenthaltsgenehmigungen erteilt werden konnten. In den Emiraten hat dieser Personenkreis nun Zugang zu medizinischer Versorgung und in gewissem Umfang Beschäftigung im Staatsdienst.